# Michel Micombero
Michel Micombero (Rutovu, 26 de agosto de 1940 – Mogadíscio, 16 de julho de 1983) foi um político burundês e oficial do exército que governou o país como  primeiro presidente do Burundi e ditador de fato na década entre 1966 e 1976.
Micombero era um membro da etnia tutsii que começou sua carreira como oficial do exército do Burundi na época da independência do Burundi em 1962. Ele estudou no exterior e recebeu uma pasta ministerial em seu retorno. Ele ganhou destaque por seu papel em ajudar a esmagar uma tentativa de golpe de estado em outubro de 1965 por soldados de etnia hutu contra a monarquia do país, ela própria tutsi. Na sequência, em 1965 e 1966, o próprio Micombero instigou mais dois golpes contra a monarquia, que considerou moderados demais. O primeiro golpe forçou o atual rei ao exílio, levando Micombero ao papel de primeiro-ministro. O segundo aboliu a própria monarquia, levando Micombero ao poder como o primeiro presidente da nova República do Burundi.

## Governo
Micombero governou Burundi como um ditador militar a partir de 1966 e liderou um Estado de partido único que centralizou as instituições do país e adotou uma posição neutra na Guerra Fria. A dissidência foi reprimida e, em 1972, uma tentativa de desafiar o poder levou à violência genocida contra a população hutu, na qual cerca de 100 000 pessoas, principalmente hutus, foram mortas. Seu regime finalmente entrou em colapso em 1976, quando ele foi deposto em um golpe de estado por outro oficial do exército, Jean-Baptiste Bagaza, que se instalou como presidente. 

## Exílio e morte
Micombero foi para o exílio na Somália em 1977, país que seu amigo Siad Barre, na época governava como ditador. No país chegou a se formar em Economia no ano de 1982, pela Universidade da Somália, uma instituição privada e de grande renome no país. Teve um ataque cardíaco em julho de 1983, com 42 anos.